# 5 Years in a LIVEtime
5 Years in a LIVEtime은 드림 시어터의 두 번째 비디오 앨범이다. 비디오에는 콘서트 영상 믹스, 뮤직비디오, 첫 비디오 앨범 이후 5년 간 있었던 인터뷰, 음반 작업 뒷이야기 등이 담겨 있다. 구체적으로 비디오에 포함된 내용물은 다음과 같다.
- Awake앨범 메이킹 필름
- "Waking Up The Tour" 영상
- 1995년 로니 스캇 재즈 클럽 공연 미공개 영상
- "Touring Into Infinity" 영상, 여기에는 'Once In A LIVEtime' 앨범 녹음장소였던 파리 공연과 로테르담에서 열린 언플러그드 팬클럽 공연 영상이 포함되어있다.
- 'Lie', 'The Silent Man', 'Hollow Years' 뮤직비디오

## 곡 목록
1. Burning My Soul
2. Cover My Eyes
3. Lie (뮤직 비디오)
4. 6:00
5. Voices
6. The Silent Man (뮤직 비디오)
7. Damage, Inc. (네이팜 데스의 바니 그린웨이와 함께)
8. Easter (마릴리온의 스티브 호가스, 스티브 로더리와 함께)
9. Starship Trooper (스티브 하우와 함께)
10. Hollow Years (뮤직 비디오)
11. Puppies on Acid
12. Just Let Me Breathe
13. Perfect Strangers
14. Speak To Me
15. Lifting Shadows Off A Dream
16. Anna Lee
17. To Live Forever
18. Metropolis
19. Peruvian Skies
20. Learning to Live
21. A Change of Seasons

- 앨범커버는 스톰 쏘거슨(Storm Thogerson)이 그렸다.

## 재발매
2004년, 5 Years in a LIVEtime은 Images and Words: Live in Tokyo / 5 Years in a LIVEtime 2 DVD 합본팩으로 재발매되었다. 멤버들의 맨트가 DVD에 추가되었다. 